# Бенфей, Теодор
Теодор Бенфей (1809—1881) — немецкий филолог, санскритолог, основоположник сравнительного литературоведения, создатель так называемой «миграционной теории».

## Биография
Теодор Бенфей родился в семье еврейского торговца, который обучал его древнееврейскому языку. После блестящей учёбы в Гёттингенском университете провёл год в Мюнхене, где слушал лекции Шеллинга и Тирша по классической филологии. Затем был учителем во Франкфурте. В 1834 назначен приват-доцентом Гёттингенского университета. Принял христианство.
Занимался сначала классической и семитской филологией, позже его интерес сместился к санскриту, который он выучил за несколько недель. В 1848 опубликовал издание Сама-веды, в 1852-1854 руководство по санскриту (с грамматикой и хрестоматией), в 1858 практическую грамматику санскрита, а в 1859 знаменитое издание «Панчатантры», в обширном предисловии к которому проследил миграцию сюжетов оттуда в большом количестве национальных фольклорных традиций и литератур.

Это издание стало поворотным пунктом в истории европейской фольклористики.
Новой и необычайной оказалась прежде всего феноменальная эрудиция Бенфея, по сравнению с которой блёкнет аппарат даже таких изданий, как, например, сказки братьев Гримм. Блестящий ориенталист и лингвист, Бенфей владеет языками и материалами индийскими, монгольскими, древнеиранскими, сирийскими, арабскими, древнееврейскими, античными, византийскими, романо-греческими.
— В. Пропп
Вместе с тем Бенфей декларирует индийское происхождение всего сюжетного фонда прозаического фольклора, за исключением басен о животных, которые он на основе басен Эзопа возводит к античности: «Рассказы и в особенности сказки оказываются первоначально индийскими … Мои исследования в области басен, сказок и рассказов Востока и Запада привели меня к убеждению, что лишь немногие басни, но большое число сказок и рассказов из Индии распространилось почти по всему свету».
Новый метод (называемый «теорией заимствований», «теорией миграции» или «индианизмом») быстро стал распространяться по всей Европе, включая Россию. Бенфеем был основан журнал «Orient und Occident» («Восток и Запад»), специально посвящённый изучению восточных влияний.
В 1862 он получил наконец звание ординарного профессора, в 1866 опубликовал санскритско-английский словарь, а в 1869 написал историю немецкой филологии (особенно восточной). В эти же годы выучил русский язык, чтобы перевести труд В. П. Васильева по буддизму.
В числе его известных учеников Джеймс Мёрдок.

## Труды
- Griechisches Wurzellexikon (Berlin 1839-42)
- Über das Verhältnis der ägyptischen Sprache zum semitischen Sprachstamm (Leipzig 1844)
- Die persischen Keilinschriften mit Übersetzung und Glossar (Leipzig 1847)
- Die Hymnen des Sâma Veda (Leipzig 1848)
- Handbuch der Sanskritsprache (Leipzig 1852-54)
- Pantschatantra. Fünf Bücher indischer Fabeln, Märchen und Erzählungen (Leipz. 1859)
- A Sanskrit-English Dictionary (London 1866)
- Geschichte der Sprachwissenschaft und orient Philologie in Deutschland seit Anfang des 19 Jahrhundert (Мюнхен 1869)